# Mainstream (educación)

El mainstream dentro de la educación es una expresión relacionada con la integración educativa que se define como la ubicación del niño con dificultades para aprender dentro de las clases regulares, con o sin adecuaciones especiales. 
Esto es lo deseable cuando la educación regular es el ambiente menos restrictivo, tomando en cuenta las necesidades de aprendizaje individuales y la conducta del niño. Entonces, el mainstreaming es la integración temporal, instructiva y social de niños excepcionales con sus pares normales, basada en procesos de planificación y programación educativa, continua, individualmente determinada, que requiere la clarificación de responsabilidades entre el personal administrativo regular y especial de instrucción y de apoyo.